# Engelbert Kraus
Engelbert Kraus (30. juli 1934 – 14. maj 2016) var en tysk fodboldspiller (angriber).
Han spillede på klubplan hovedsageligt hos Kickers Offenbach, men var i en periode også tilknyttet 1860 München.
Kraus spillede desuden ni kampe for Vesttysklands landshold, hvori han scorede tre mål. Han deltog for sit land ved VM i 1962 i Chile, hvor han var på banen i én af tyskernes fire kampe.